# Сельцы (Московская область)
Сельцы — деревня в сельском поселении Клементьевское Можайского района Московской области. До реформы 2006 года относилась к Клементьевскому сельскому округу. На 2010 год, по данным Всероссийской переписи 2010 года, постоянного населения не зафиксировано.
Деревня расположена на северо-востоке района, примерно в 17 км к северо-западу от Можайска, на левом берегу реки Пожня (приток реки Искона), высота над уровнем моря 177 м. Ближайшие населённые пункты — Холм на западе и Шебаршино на юге.